# Herr Wu
Mr. Wu ist ein US-amerikanisches Filmdrama aus dem Jahr 1927 von William Nigh mit Lon Chaney sr. in der Titelrolle. Der Film wurde von Metro-Goldwyn-Mayer produziert und basiert auf dem Theaterstück Mr. Wu von Henry Maurice Vernon und Harold Owen.

## Handlung
Großvater Wu ist mit der Tochter eines Mandarins verheiratet, mit der er einen Sohn zeugt. Der Junge wird von dem englischen Lehrer Mr. Muir ausgebildet. Als Erwachsener wird Herr Wu Vater einer Tochter, Nang Ping, die zur Frau heranwächst. Für sie wird eine Ehe mit einem Mandarin arrangiert.
Trotz der Abgeschiedenheit im Palast ihres Vaters lernt Nang Ping Basil Gregory kennen, einen jungen Engländer, und verliebt sich in ihn. Herr Wu erfährt, dass Nang Ping keine Jungfrau mehr ist. Trotz seiner großen Liebe zu ihr nimmt er ihr, wie es der Brauch verlangt, das Leben, um ihre Seele zu retten. Er beschließt, Rache an Basils Familie zu üben. Wu lädt Frau Gregory und ihre Tochter zu sich nach Hause ein und droht, Basil zu töten und die Tochter an den Mandarin zu geben. Die Mutter bietet ihr eigenes Leben an, doch geht Wu nicht darauf ein. Sie ersticht Wu und befreit so ihre Kinder.

## Hintergrund
Gedreht wurde der Film in den MGM-Studios in Culver City.
Richard Day und Cedric Gibbons waren für das Szenenbild zuständig, René Hubert für die Kostüme.
Schon 1918 wurde der Roman verfilmt. In Deutschland entstand unter der Regie von Lupu Pick das Drama Mr. Wu.

## Veröffentlichung
Die Premiere des Films fand am 26. März 1927 statt. In Deutschland wurde Mr. Wu am 15. Februar 1928 im Berliner Gloria-Palast erstaufgeführt.

## Kritiken
Der Filmkritiken-Aggregator Rotten Tomatoes hat in einer Auswertung ein Publikumsergebnis von 43 Prozent positiver Bewertungen ermittelt.
Mordaunt Hall von der The New York Times sah einen vielseitigen Lon Chaney, der als kultivierter aber finsterer chinesischer Mandarin in seinem Element sei. Die Geschichte hätte aber mit größerer Tiefe erzählt werden können.
In der Zeitung The Sydney Morning Herald hieß es, sobald der Punkt erreicht sei, an dem Herr Wu die Intrige entdeckt, die Basil Gregory mit seiner Tochter treibt, werde die Geschichte träge und mit billigen sentimentalen Ausbrüchen übersät.